# Aéroport de Kavumu
L'aéroport de Kavumu (IATA : BKY, ICAO : FZMA) est un aéroport servant Bukavu, une ville de la République démocratique du Congo située sur la rive sud-ouest du lac Kivu et la capitale de la province du Sud-Kivu en République démocratique du Congo GCM. L'aéroport est situé à 25 kilomètres au nord de Bukavu.

## Accidents et incidents
Le 1er septembre 2008, un Beechcraft 1900C-1 immatriculé ZS-OLD exploité par CEM Air pour l'organisation caritative Air Serv International se trouvait à 15 km en approche de Bukavu lorsqu'il a heurté une crête abrupte du Mont Kahuzi à 10 000 pieds près de Bukavu-Kavum. Les 15 passagers et les 2 membres d'équipage à bord ont été tués.
Le 14 février 2011, un LET L-410 immatriculé 9Q-CIF de African Air Services Commuter effectuant un vol cargo pour le compte du Programme alimentaire mondial de Kavumu à Lusenge (près de Kava) s'est écrasé peu après son départ de Kavumu. L'appareil a percuté le mont Bienga, tuant le pilote ukrainien et le copilote congolais, et détruisant l'appareil,.
Le 12 février 2012, un jet d'affaires Gulfstream IV transportant Augustin Matata Ponyo, alors ministre des Finances (et futur Premier ministre) de la RDC, s'est écrasé lors de son atterrissage à l'aéroport de Kavumu. Le crash a tué les deux pilotes et deux passagers ainsi que deux agriculteurs au sol, tandis que deux passagers, dont Ponyo, ont survécu avec des blessures. L'homme d'État Augustin Katumba Mwanke avait connu aussi la mort dans ce crash d'avion.
Le 14 février 2025, lors de l'offensive de Bukavu, le Mouvement du 23 mars s'en empare.

## Situation en RDC
| Bandundu Basango Mboliasa Bunia Gbadolite Gemena Goma Ilebo Kalemie Kananga Kikwit Kindu Kinshasa-Ndjili Kinshasa-N'Dolo Kisangani Kolwezi Lodja Lubumbashi Matari Matadi Mbandaka Mbuji Mayi Nioki Tshikapa Tshumbe |